# Două Anotimpuri
Albums de DJ Project
Povestea mea
(2006)
Două Anotimpuri (qui signifie Deux Saisons en roumain) est le sixième album de DJ Project.

## Liste des titres
1. Două Anotimpuri (radio) (3:16)
2. Departe de noi (3:39)
3. Prima noapte (3:49)
4. Wherever u go (radio) (3:07)
5. Lacrimi de inger (3:45)
6. Tell me why (3:03)
7. Un singur drum (3:50)
8. Take my soul (6:35)
9. Free your mind (8:16)
10. Două Anotimpuri (extended) (5:00)
11. Wherever u go (extended) (5:33)
12. In my heart (mootoo rmx) (3:43)